# Jože Prelogar
Jože Prelogar, slovenski nogometaš in trener, * 5. marec 1959, Ljubljana.
Prelogar je v jugoslovanski ligi igral za klube Rudar Velenje, Olimpija in Maribor, v slovenski ligi pa Krka, Celje, Gorica, Ljubljana in Livar. Skupno je v prvi slovenski ligi odigral 74 prvenstvenih tekem in dosegel dvajset golov. Igral je tudi v avstrijski ligi za kluba Austria Klagenfurt in ASK Klagenfurt.
Po končani karieri nogometaša je ostal v Livarju kot trener. Bil je pomočnik trenerja pri Olimpiji in Interblocku ter pomočnik selektorja pri slovenski reprezentanci ob Branku Oblaku in Matjažu Keku. V letih 2002 in 2003 je vodil slovenski reprezentanco do sedemnajst let in v letih 2003 in 2004 do osemnajst let. Med letoma 2007 in 2009 je bil glavni trener Radomelj, v letih 2009 in 2010 pri klubu SK Austria Kärnten, od leta 2011 pa vodi NK Miren.